# Chahat Vig
Chahat Vig (Panjabi ਚਾਹਤ ਵਿਗ; * 3. Januar 1999 in Pathankot) ist eine indische Schauspielerin.

## Leben und Karriere
Vig wurde am 3. Januar 1999 in Pathankot geboren. Sie absolvierte ihre Ausbildung an der Whistling Woods International sowie an Anupam Khers Actor Prepares. Ihr Debüt gab sie 2023 in dem Film Gumraah. Im selben Jahr war sie in der Serie Rafuchakkar zu sehen. 2024 wurde sie für die Serie 36 Days gecastet.
Vig spielte auch im Theater trat in den Stücken Yahudi Ki Ladki und Andha Yug auf.

## Filmografie
- 2023: Gumraah
- 2023: Rafuchakkar (Fernsehserie)
- 2024: 36 Days (Fernsehserie)